# غوردون ويلسون
غوردون ويلسون (بالإنجليزية: Gordon Wilson)‏ هو سياسي أيرلندي، ولد في 25 سبتمبر 1925 في جمهورية أيرلندا، وتوفي في 27 يونيو 1995 في المملكة المتحدة. انتخب عضو مجلس الشيوخ من أيرلندا عن دائرة الأعضاء المعينون في مجلس الشيوخ الأيرلندي ‏ وقد انضم خلال فترته النيابية ‏ (17 فبراير 1993 – 27 يونيو 1995)  للكتلة البرلمانية مستقل.